# 安德烈·西蒙諾夫
安德烈·德米特里耶維奇·西蒙諾夫（俄语：Андрей Дмитриевич Симонов，羅馬化：Andrey Dmitriyevich Simonov，1966年6月29日—），俄羅斯陸軍少將，電子戰專家，西部軍區第2近衛聯合武裝集團軍電子戰部隊司令。

## 生平
1966年6月29日，西蒙諾夫出生於基洛夫州上卡馬區巴拉諾夫卡。1987年，他畢業於托木斯克高等軍事指揮學院後，先後在電子戰部隊任職，由作戰值班官晉升為作戰副營長。2000年，西蒙諾夫畢業於伏龍芝軍事學院，2010年畢業於俄羅斯總參謀部軍事學院。2011年獲上校軍銜。自2014年8月起，他一直擔任俄羅斯聯邦電子戰部隊副司令。

## 事蹟
2022年俄羅斯入侵烏克蘭期間，西蒙諾夫任西部軍區第2近衛聯合武裝集團軍電子戰部隊司令。根據烏克蘭總統辦公室主任顧問阿列克謝·阿列斯托維奇表示，烏克蘭軍方以BM-21火箭炮攻擊位於伊久姆的第2近衛聯合武裝集團軍指揮中心，連同西蒙諾夫在內的大約100名俄羅斯軍人陣亡。而俄羅斯武裝部隊總參謀長瓦列里·格拉西莫夫也身處在內，其右腿上三分之一處被碎片擊中，沒有發生骨折，碎片其後被取出。儘管格拉西莫夫沒有生命危險，但他隨行的20名護衛在該次襲擊中陣亡，格拉西莫夫因此緊急撤離伊久姆。

## 著作
- 安德烈·德米特里耶維奇·西蒙諾夫; 傑尼斯·弗拉基米羅維奇·赫里普申. . Military thought. 2021年, (第11號)  [2022-05-02]. ISSN 0236-2058. （原始内容存档于2022-05-01）.

## 榮譽
- 一級軍事英勇勳章[1]